# Теверола (Казерта)
Теверола (итал. Teverola) је насеље у Италији у округу Казерта, региону Кампанија.
Према процени из 2011. у насељу је живело 12175 становника. Насеље се налази на надморској висини од 26 м.

## Становништво
| 1931. | 1936. | 1951. | 1961. | 1971. | 1981. | 1991. | 2001. | 2011.  |
| ----- | ----- | ----- | ----- | ----- | ----- | ----- | ----- | ------ |
| 2.641 | 2.982 | 3.655 | 4.476 | 5.763 | 7.581 | 8.603 | 9.831 | 13.610 |